# Победа (Каменномостское сельское поселение)
Побе́да — посёлок в Майкопском муниципальном районе Республики Адыгея России.
Входит в состав Каменномостского сельского поселения.

## Достопримечательности

Объект культурного наследия №0104398000 Памятник В.И. Ленину

Непосредственно к востоку от посёлка расположена Михайло-Афонская Закубанская пустынь, в советское время в строениях монастыря находилась турбаза «Романтика». Так же в селе находится памятник В.И.Ленину.

## Население
| 2002 | 2010 | 2013 | 2014 | 2015 | 2016 | 2017 |
| ---- | ---- | ---- | ---- | ---- | ---- | ---- |
| 219  | ↘167 | ↘145 | ↗155 | ↗157 | →157 | ↘153 |
| 2018 | 2019 | 2020 | 2021 | 2023 | 2024 |      |
| ↘152 | ↘149 | ↘146 | ↗151 | ↘137 | ↘132 |      |

Согласно результатам переписи 2002 года, в национальной структуре населения русские составляли 89 %.

По данным Всероссийской переписи населения 2021 года:
| Народ   | Численность, чел. | Доля от всего населения, % |
| ------- | ----------------- | -------------------------- |
| русские | 146               | 96,69 %                    |
| другие  | 5                 | 3,31 %                     |
| всего   | 151               | 100,0 %                    |